# Dire Straits
Dire Straits je bila britanska rock skupina, ki so jo leta 1977 ustanovili pevec in kitarist Mark Knopfler, njegov brat David (prav tako kitarist), bas kitarist John Illsley in bobnar Pick Withers. Čeprav je bila skupina ustanovljena v obdobju punk rocka, je bil njihov stil igranja klasični rock. Kljub skromnemu pristopu (za primer, Knopfler je od lastnikov lokalov, kjer so igrali, zahteval, da utišajo ozvočenje, da bi se lahko gostje normalno pogovarjali med njihovim nastopom) je že njihov prvi album (Dire Straits) dosegel velik uspeh, a šele po tistem, ko ga je v Združenih državah izdala založba Warner Bros. V sedemdesetih in osemdesetih letih so izdali več zelo uspešnih albumov s pesmimi, kot so »Sultans of Swing«, »Romeo and Juliet«, »Tunnel of Love«, »Money for Nothing«, »Heavy Fuel«, »Walk of Life« in »Brothers in Arms«, ki so se redno uvrščale na vrh glasbenih lestvic v ZDA in Evropi.
Po turneji Brothers in Arms leta 1986 se je Mark Knopfler posvetil solo projektom. Dire Straits so se ponovno zbrali dve leti kasneje za koncert ob 70. obletnici rojstva Nelsona Mandele in po tistem izdali še en album, On Every Street ter odšli na istoimensko turnejo. Album ni izpolnil velikih pričakovanj in tudi turneja ni bila tako uspešna kot Brothers in Arms. Skupina je izdala še nekaj kompilacij in posnetkov v živo, nato pa leta 1995 razpadla. Mark Knopfler in več bivših članov je nadaljevalo glasbeno pot s solo karierami.
Dire Straits na čelu z Markom Knopflerjem so do zdaj prodali preko 118 milijonov albumov.
Leta 2021 sta izšli biografiji 
Pri založbi Transworld Digital je leta 2021 izšla avtobiografija Johna Illsleyja. Knjiga z naslovom My Life in Dire Straits je po zapisu založbe tudi poklon  Marku Knopflerju, avtorjevemu prijatelju.

## Diskografija

### Albumi
- 1978 Dire Straits
- 1979 Communiqué
- 1980 Making Movies
- 1982 Love Over Gold
- 1985 Brothers in Arms
- 1991 On Every Street

### EP
- 1983 ExtendedancEPlay
- 1993 Encores

### "Live" albumi
- 1984 Alchemy (live in London)
- 1993 On the Night
- 1995 Live at the BBC

### Kompilacije
- 1988 Money for Nothing
- 1998 Sultans of Swing: The Very Best of Dire Straits (tudi kot DVD)
- 2005 The Best of Dire Straits & Mark Knopfler: Private Investigations

### Singli
| Leto | Pesem                         | Iz albuma                  |
| ---- | ----------------------------- | -------------------------- |
| 1979 | "Sultans Of Swing"            | Dire Straits               |
| 1979 | "Lady Writer"                 | Communiqué                 |
| 1981 | "Romeo and Juliet"            | Making Movies              |
| 1981 | "Skateaway"                   | Making Movies              |
| 1981 | "Tunnel of Love"              | Making Movies              |
| 1982 | "Private Investigations"      | Love Over Gold             |
| 1983 | "Industrial Disease"          | Love Over Gold             |
| 1983 | "Twisting By The Pool"        | ExtendedancEPlay           |
| 1984 | "Love Over Gold (Live)"       | Alchemy: Dire Straits Live |
| 1985 | "So Far Away"                 | Brothers In Arms           |
| 1985 | "Money For Nothing"           | Brothers In Arms           |
| 1985 | "Brothers In Arms"            | Brothers In Arms           |
| 1986 | "Walk Of Life"                | Brothers In Arms           |
| 1986 | "Your Latest Trick"           | Brothers In Arms           |
| 1988 | "Sultans Of Swing (Re-Issue)" | Dire Straits               |
| 1991 | "Calling Elvis"               | On Every Street            |
| 1991 | "Heavy Fuel"                  | On Every Street            |
| 1992 | "On Every Street"             | On Every Street            |
| 1992 | "The Bug"                     | On Every Street            |
| 1993 | "Encores (EP)"                | Encores (EP)               |
| 1993 | "Your Latest Trick (Live)"    | On the Night               |

## Člani skupine
- Mark Knopfler (1977–1995)
- John Illsley (1977–1995)
- Pick Withers (1977–1982)
- David Knopfler 1977–1980)
- Alan Clark (1980–1995)
- Hal Lindes (1980–1985)
- Terry Williams (1982–1984, 1985–1988)
- Guy Fletcher (1984–1995)
- Jack Sonni (1985–1988)

## Pomembnejše nagrade
- BRIT Awards 1983 - Najboljša britanska skupina
- Grammy Awards 1985 - Najboljši rock nastop dueta ali skupine z vokalistom
- Grammy Awards 1986 - Najboljši kratek videospot
- BRIT Awards 1986 - Najboljša britanska skupina
- BRIT Awards 1987 - Najboljša britanski album (za Brothers in Arms)